# Engelhard Harremoës
Engelhard Harremoës (født 14. juli 1902, død 6. november 1979[kilde mangler]) var en dansk sagfører og politiker, som i efterkrigstiden var aktiv i Retsforbundet og delegeret i FN.

## Karriere
Engelhard Harremoës var i nogle år ansat hos stadsarkitekten i København, mens han læste til studentereksamen, som han tog i 1922. Han blev ansat i Dansk Andels Ægexport, og efter studier i London tog han eksamen i engelsk ved Londons Universitet. Han læste videre ved Københavns Universitet sideløbende med sit arbejde i Dansk Andels-Ægeksport og blev i 1930 cand. jur.. I 1934 blev han landsretssagfører. I slutningen af 1930'erne fik han bygget 6 beboelsesejendomme i Gladsaxe Kommune.

## Poitisk arbejde
Engelhard Harremoës var fra sine unge år aktiv i Retsforbundet. Under Danmarks besættelse ydede han sammen med sin hustru Ellen logistisk støtte til den danske modstandsbevægelse. 
Ved kommunalvalget i 1950 var han spidskandidat i Gentofte og blev indvalgt i kommunalbestyrelsen. Ved kommunalvalget i 1954 opnåede Retsforbundet ikke det nødvendige antal stemmer i Gentofte, og han udtrådte af kommunalbestyrelsen. 
I årene 1958-1960 var han dansk delegeret ved FNs generalforsamling.[kilde mangler]